# 田村重治
田村 重治（たむら しげじ、1964年1月23日 - ）は東京都武蔵野市出身のドラマー。身長165cm。血液型はO型。

## 略歴
- 中学2年生の頃に、レインボーのコージー・パウエルに影響されてドラムを始める。
- 1978年(16才)アマチュアバンド時代、(洋燈亭) EastWest関東地区予選大会 ジュニア部門入賞
- 1982年10月10日 AIR（エアー）Yupiteru Recordsより「微熱の世代」でデビュー

*所属事務所:青山芸術企画
- 「微熱の世代」作詞 阿久悠 / 作曲 大野克夫 / メンバーは、ホリプロタレントスカウトキャラバンでデビューした東寿明、スター誕生!で合格したポップコーン加本ひろの他。アルバム「ON AIR」シングル「レイン」をリリース。
- 1983年代にメンバー間の音楽性の違いで AIR（エアー）脱退、
- 1985年11月12日 オーディションを経てネバーランド2代目ドラマーとして加入する。[2]
- 1986年ポリドールレコードと契約 •所属事務所 : ITI HOUSE
- 1986年10月25日　上機嫌 -RUN・RUN・RUN- (Polydor Records)発売 [3]
- 1987年3月25日 NEVERLANDing-(Polydor Records)発売

- 1989年11月1日 星野楽器製造と専属モニター契約を締結する。
- 1990年2月4日 NEVER LAND 解散。
- 1990年4月25日 THE LAST NIGHT-Final Live/ (Polydor Records)発売
- 1990年5月19日 HUMAN NATURE 結成し再スタート

Members:       
Vo.Tomoaki Taka 貴智明 
Ba.Hiroyuki Tanaka 田中宏幸 
Key.Shunji Inoue 井上俊次 
Dr.Tamura Shigeji 田村重治
Gt.Yoichi Matsuo 松尾洋一 
- 1991年8月31日  HUMAN NATURE 本牧アポロシアター にて解散コンサート。HUMAN NATURE - FULL ALBUM]発売[6]
- 1991年9月 〜ヤマハ音楽教室でドラム教師、レコーディングやバンドサポートライブに参加。
- 1996年 AIR 時代のGt・入江宏治 とCYU でKISSのカバーアルバム参加[7]。
- 1997年1月17日 KiSS night渋谷ON AIR WESTに出演、
- 1997年9月から西村朋紘のサポートメンバーコンサートツアーに参加する。、その後は音楽活動から離れる。
- 2014年田中宏幸の命日である9月1日に『hiroboh forever〜田中宏幸を偲んで〜』をレイジーが中心となり追悼ライブを開催。2014年は大阪、2015年の東京でネバーランドのメンバーが1990年の解散以来 初めて全員が揃い25年ぶりのステージを披露した。
- 2015年9月1日 hiroboh forever〜田中宏幸を偲んで〜（TSUTAYA O-EAST）出演[8]*2016年9月1日 LAZY-NEVERLAND”re-union”LIVE（大阪BIG CAT）出演[9]